# Abdij van Kempten

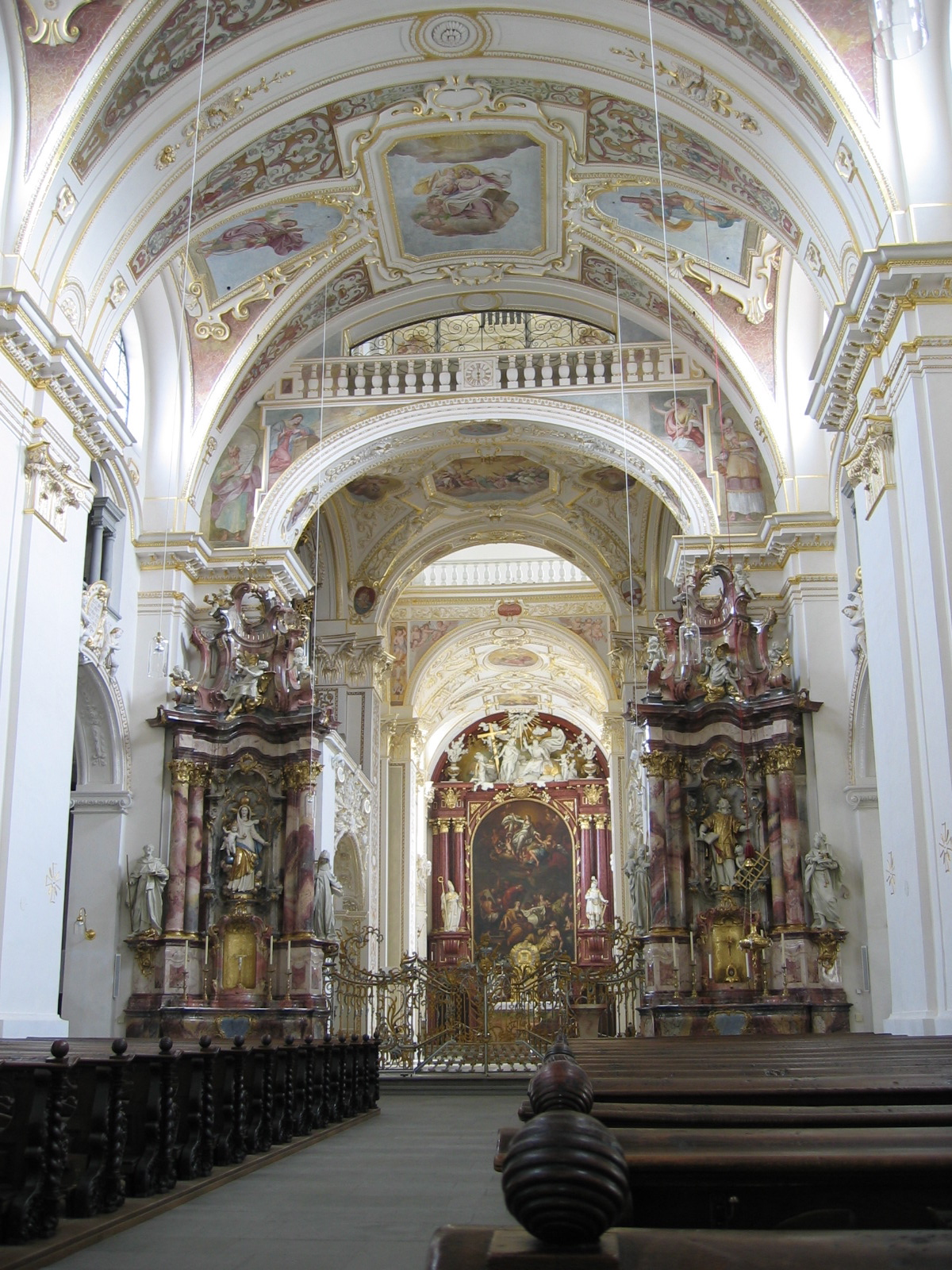
Het middenschip van abdijkerk Sint Laurentius

De Abdij van Kempten was een tot de Zwabische Kreits behorende abdij binnen het Heilige Roomse Rijk, gelegen in Kempten im Allgäu, Beieren.
In 773 stichtte Audogar op de oever van de Iller een klooster. Audogar werd de eerste abt van dit klooster. Onder de Karolingen werd door de vele schenkingen de basis gelegd voor het uitgroeien tot rijkssticht. In 1213 kwamen de voogdijrechten aan de abt. Keizer Karel IV verhief de abt in 1360 tot rijksvorst en erkende de stad als rijksstad. In 1419 werd de abdij exempt.
Tussen de rijksabdij en de rijksstad ontstonden grote politieke tegenstellingen, vooral nadat de stad omstreeks 1525 tot de Reformatie was overgegaan. In 1525 doet de abt afstand van zijn laatste rechten in de stad. In de zeventiende eeuw ontwikkelde er zich bij de abdij een tweede stad, de stichtsstad. In de zeventiende en achttiende eeuw breidde het gebied zich nog uit middels aankoop.
Paragraaf 2 van de Reichsdeputationshauptschluss van 25 februari 1803 voegde de abdij bij het keurvorstendom Beieren.

## Gebied
- stichtsstad Kempten
- de marktdorpen Buchenberg, Sankt Martinszell en Thingau
- slot en pleegambt Sulzberg und zum Falken
- de heerlijkheden Wagegg, Westerried, Günzenburg, Rotenstein, Calde, Grönenbach, Teißelberg-Hetzlingshofen-Erbishofen, Hohentann en Kemnath
- de markt Dietmannsried
- gehucht Legau
- Lauterach en Langenegg (status rijksriddelijk)